# Lo Pojòl
Lo Pojòl (en francès Le Poujol-sur-Orb) és un municipi occità del Llenguadoc, a la regió d'Occitània, al departament de l'Erau.

## Demografia

Població 1962-2008